# Christian Konz
Christian Konz (* 16. Juli 1974) ist ein ehemaliger deutscher Judoka.

## Werdegang
Konz startete für den Judoclub Ettlingen und errang nach nationalen Erfolgen bei den Kadetten (1988–1991) und internationalen bei den Junioren (Europameisterschafts-Dritter 1994) vier deutsche Meistertitel im Halbleichtgewicht. Beim Weltcup in Rom 1999 errang er hinter Manolo Poulot und César Nicola gemeinsam mit Girolamo Giovinazzo den dritten Rang. 2002 gewann er die German Open in Braunschweig.
Christian Konz betreibt mit Nathalie Keller eine Physiotherapiepraxis mit angeschlossenem medizinischen Trainingszentrum in Ettlingen. Er wohnt mit seiner Frau in Busenbach.